# Tanah Merah (Tanah Merah)
Tanah Merah is een bestuurslaag in het regentschap Indragiri Hilir van de provincie Riau, Indonesië. Tanah Merah telt 13.097 inwoners (volkstelling 2010).